# Elecciones generales de Bangladés de 1986
Las elecciones generales de Bangladés de 1986 se llevaron a cabo el 7 de mayo de ese mismo año y resultó en una victoria para el Partido Jatiya, colectividad oficialista sin el concurso del principal partido de oposición, el Partido Nacionalista de Bangladés, liderado por Jaleda Zia, quien se oponía a un nuevo gobierno de Hossain Mohammad Ershad.

## Sistema de gobierno
Bangladés es una república parlamentaria. Las elecciones para el parlamento unicameral (conocido como Jatiyo Sangshad) en las que todos los ciudadanos de 18 años o más pueden votar. Actualmente, el parlamento tiene 345 miembros incluyendo 45 puestos reservados para las mujeres, elegidas en distritos electorales. 
El primer ministro, como el jefe de gobierno, elige a los miembros del gabinete y se encarga de los asuntos cotidianos del Estado. El presidente es el jefe de Estado y el comandante en jefe del ejército bengalí, además de que es elegido por el parlamento, mientras que el primer ministro es el líder o jefe del partido mayoritario del Parlamento.

## Antecedentes
En estas elecciones se enfrentaban la principal fuerza política fue el Partido Jatiya (PJ), dirigido por Hossain Mohammad Ershad, quien logró la mayor cantidad de escaños, con el partido opositor Liga Awami, encabezado por Sheikh Hasina. Otros partidos que participaron fueron colectividades menores que se encontraban en alianza con el partido oficialista. El principal partido de oposición, el Partido Nacionalista de Bangladés, liderado por Jaleda Zia, no participó acusando los comicios de ilegítimos.

## Resultados electorales
|  | 42.34 % |

|  | 26.16 % |

|  | 4,6 % |

|  | 2,5 % |

|  | 1,4 % |

|  | 1,3 % |

|  | 0,9 % |

|  | 0,9 % |

|  | 0,7 % |

|  | 0,7 % |

|  | 0,5 % |

|  | 16,3 % |

|  | 100 % |